# Sanaa Atabrur
Sanaa Atabrur –en árabe, سناء أتبرور– (Juribga, 28 de febrero de 1989) es una deportista marroquí que compitió en taekwondo. Ganó una medalla en el Campeonato Mundial de Taekwondo de 2011, y cuatro medallas en el Campeonato Africano de Taekwondo entre los años 2009 y 2016.

## Palmarés internacional
| Campeonato Mundial  | Campeonato Mundial       | Campeonato Mundial | Campeonato Mundial |
| Año                 | Lugar                    | Medalla            | Categoría          |
| ------------------- | ------------------------ | ------------------ | ------------------ |
| 2011                | Gyeongju (Corea del Sur) | Medalla de bronce  | –49 kg             |
| Campeonato Africano |                          |                    |                    |
| Año                 | Lugar                    | Medalla            | Categoría          |
| 2009                | Yaundé (Camerún)         | Medalla de oro     | –49 kg             |
| 2010                | Trípoli ()               | Medalla de plata   | –49 kg             |
| 2014                | Túnez (Túnez)            | Medalla de bronce  | –49 kg             |
| 2016                | Puerto Saíd (Egipto)     | Medalla de plata   | –49 kg             |